# Maria Buch-Feistritz
Maria Buch-Feistritz var en kommun i distriktet Murtal i förbundslandet Steiermark i Österrike. Den blev den 1 januari 2015 en del av kommunen Weißkirchen in Steiermark.
Kommunen bestod av tolv orter (Ortschaften) (inom parentes invånarantal 1 januari 2024):

- Allersdorf (321)
- Baierdorf (340)
- Baumkirchen (32)
- Fisching (200)
- Großfeistritz (135)
- Maria Buch (305)
- Murdorf (16)
- Möbersdorf (348)
- Möbersdorfsiedlung (237)
- Pichling (228)
- Thann (60)
- Wöllmerdorf (72)